# Echeveria westii
Echeveria westii är en fetbladsväxtart som beskrevs av Walther. Echeveria westii ingår i släktet Echeveria och familjen fetbladsväxter. Inga underarter finns listade i Catalogue of Life.